# Tyrinthia scissifrons
Tyrinthia scissifrons är en skalbaggsart som beskrevs av Bates 1866. Tyrinthia scissifrons ingår i släktet Tyrinthia och familjen långhorningar. Inga underarter finns listade i Catalogue of Life.